# Siccia minuta
Siccia minuta är en fjärilsart som beskrevs av Butler 1881. Siccia minuta ingår i släktet Siccia och familjen björnspinnare. Inga underarter finns listade i Catalogue of Life.